# 何洋
何洋（1972年12月—），中华人民共和国政治人物。曾任国家能源局电力司火电一处处长，国际司副司长、司长，电力司司长。2023年4月起任国家能源局党组成员、国家能源局副局长。

## 生平
2019年，接替顾骏出任国家能源局国际合作司司长。2023年4月21日，任国家能源局副局长。